# Android Lollipop
Android Lollipop é uma versão principal do sistema operacional móvel Android desenvolvido pelo Google. Lançado em 25 de junho de 2014 na conferência Google I/O, ficou disponível através de atualizações oficiais over-the-air (OTA) em 12 de novembro de 2014, para os dispositivos que rodam distribuições de Android atendidos pelo Google (como o Nexus). 
Uma das mudanças mais importantes no lançamento do Lollipop é uma interface de usuário redesenhada construída em torno de uma linguagem de design conhecido como "material design". Outras mudanças incluem melhorias nas notificações, que podem ser acessadas a partir do tela de bloqueio e exibidos dentro de aplicações como banners parte superior da tela. A Google também fez mudanças internas na plataforma, com o Android Runtime (ART), que substitui oficialmente o Dalvik para melhorar o desempenho de aplicativos, e com as alterações destinadas a melhorar e otimizar o uso da bateria (conhecido internamente como Project Volta) que desativa os dados em segundo plano, as animações e deixa a barra de ação laranja (cor predominante no Material Design). Uma novidade do sistema é a opção Tap and Go. O recurso permite que o usuário transfira, por Bluetooth ou tecnologia NFC, todas as informações de um aparelho Android para outro.

## História
O Android 5.0 foi revelado pela primeira vez sob o codinome "Android L" em 25 de junho de 2014, durante a apresentação de uma palestra na conferência de desenvolvedores Google I/O. Juntamente com Lollipop, a apresentação focou-se em uma série de novas plataformas e tecnologias orientadas ao Android, incluindo Android TV, Android Auto Lollipopen, a plataforma de computação vestível Android Wear, e a plataforma de monitoramento de saúde Google Fit.

## Estrutura
Parte da apresentação de lançamento na conferencia foi dedicada a uma nova linguagem de design multi-plataforma referida como "material de desenho". Expandindo os motivos "cartão" pela primeira vez no Google Now, é um projeto com o aumento do uso de layouts baseados em grade, animações e transições responsivas, estofamento, e efeitos de profundidade, tais como iluminação e sombras. O designer Matías Duarte explicou que "ao contrário do papel de verdade, o nosso material digital pode ampliar e reformar de forma inteligente. O material tem bordas e superfícies físicas. Costuras e sombras dão sentido no que você pode tocar." A linguagem de design material não será usada apenas no Android, mas em toda a suíte de software web do Google, assim, proporcionando uma experiência consistente em todas as plataformas. Seu código fonte foi disponibilizado em 03 novembro de 2014.

## Mudanças

### v5.0 - v5.0.2 (API 21)
| Versão | Data de lançamento     | Características |
| ------ | ---------------------- | --- |
| 5.0    | 4 de novembro de 2014  | - Android Runtime (ART) com Compilação AOT e coleta de lixo aprimorada (GC), substituindo o Dalvik que combina Interpretador de bytecode com compilação just-in-time (JIT) baseada em rastreamento; - Suporte para CPUs de 64 bits; - OpenGL ES 3.1 e Android Extension Pack (AEP) em configurações de GPU compatíveis; - Tela de atividades recentes com tarefas em vez de aplicativos, até um máximo configurado de tarefas por aplicativo; - Desenho vetorial, que são redimensionados sem perder a definição; - Suporte para pré-visualizações de impressão; - Material Design, trazendo uma interface de usuário reestilizada e “efeito cascata” para os botões; - Tela de bloqueio atualizada, sem suporte para widgets; - Bandeja de notificação atualizada e menu suspenso de configurações rápidas; - Projeto Volta, para melhorias na vida útil da bateria; - As pesquisas podem ser realizadas nas configurações do sistema para acesso mais rápido a configurações específicas; - A tela de bloqueio fornece atalhos para configurações de aplicativos e notificações; - Logins de convidados e várias contas de usuário estão disponíveis em mais dispositivos, como telefones; - Entrada e saída de áudio por meio de dispositivos USB; - Os aplicativos de terceiros recuperam a capacidade de ler e modificar dados localizados em qualquer lugar no armazenamento externo, como em cartões SD. No entanto, eles devem ser adaptados à estrutura de acesso ao armazenamento da API Android de nível 21 ou superior; - Fixação da tela de um aplicativo para atividade restrita do usuário; - Os aplicativos usados recentemente são lembrados mesmo depois de reiniciar o dispositivo; - WebViews recebem atualizações de forma independente por meio do Google Play por motivos de segurança, em vez de depender de atualizações do fornecedor em todo o sistema; - Adição de 15 novos idiomas: basco, bengali, birmanês, chinês (Hong Kong), galego, islandês, canarês, quirguiz, macedônio, malaiala, marata, nepalês, cingalês, tâmil e télugo; - Tap and Go permite que os usuários migrem rapidamente para um novo dispositivo Android, usando NFC e Bluetooth para transferir detalhes da Conta do Google, configurações, dados do usuário e aplicativos instalados; - Um aplicativo tipo lanterna está incluído, funcionando em dispositivos compatíveis com flash de câmera; - Prioridades personalizáveis pelo usuário para notificações de aplicativos; - Recurso de bloqueio inteligente; - SELinux em modo de reforço para todos os domínios; - Emoji atualizado; - Suporte de Acessibilidade aprimorado (por exemplo, suporte de acesso com interruptor); - Atualizações over-the-air (OTA) baseadas em bloco para novos dispositivos; - Acesso à lista de tarefas desabilitado para aplicativos de terceiros. |
| 5.0.1  | 2 de dezembro de 2014  | - Algumas correções de bugs, incluindo a resolução de problemas com reprodução de vídeo e tratamento de falhas de senha. |
| 5.0.2  | 19 de dezembro de 2014 | - Corrige um bug com o suporte TRIM (introduzido na versão 4.3), que evitava que os dispositivos executassem limpezas no carregador de alocações do sistema de arquivos se o dispositivo fosse desligado à meia-noite ou se fosse carregado apenas durante o uso; - Altera como os alarmes despertam a CPU e como os alarmes competem pelos recursos do sistema. |

### v5.1 - v5.1.1 (API 22)
| Versão | Data de lançamento  | Características |
| ------ | ------------------- | --- |
| 5.1    | 2 de março de 2015  | - Melhorias e correções de bugs na tela Visão geral; - Capacidade de ingressar em redes Wi-Fi e controlar dispositivos Bluetooth emparelhados a partir de configurações rápidas; - Suporte oficial para vários cartões SIM; - Proteção do dispositivo: se um dispositivo for perdido ou roubado, ele permanecerá bloqueado até que o proprietário faça login em sua conta do Google, mesmo se o dispositivo for redefinido para as configurações de fábrica; - Chamadas de voz de alta definição, disponíveis entre dispositivos 4G LTE compatíveis com Android 5.1; - Melhorias no sistema de prioridade de notificação, para replicar mais de perto o modo silencioso que foi removido do Android 5.0. |
| 5.1.1  | 20 de abril de 2015 | - Várias correções de bugs. - Suporte nativo para Wi-Fi calling. |